# Arvid Carlsson
Arvid Carlsson (Uppsala, 25 gennaio 1923 – Göteborg, 29 giugno 2018) è stato un medico e neuroscienziato svedese.
Arvid Carlsoon si laurea nel 1951 all'Università di Lund (Svezia) dove nel 1956 diviene professore di Farmacologia. Nel 1959 ottiene il ruolo di professore e preside presso il reparto di Farmacologia all'Università di Göteborg. Nel 1979 riceve il Premio Wolf per la medicina insieme a Roger Wolcott Sperry e Oleh Hornykiewicz per il suo lavoro sul ruolo della dopamina come neurotrasmettitore e vince il Premio Nobel per la medicina nel 2000 insieme a Eric Kandel e Paul Greengard per le scoperte inerenti ai segnali di trasduzione nel sistema nervoso. È uno dei maggiori neuroscienziati del secolo appena trascorso.

## Biografia
Nato a Uppsala, Svezia, il 25 gennaio 1923, cresce in una famiglia benestante in cui viene data molta importanza allo studio accademico; suo padre Gottfrid Carlsson ottiene la cattedra di storia all'università di Lund. Sua madre, sebbene si fosse laureata in lettere, rinunciò a tutto per la crescita dei figli e l'assistenza al marito nei suoi studi. Dopo la morte del marito si dedica allo stato legale delle donne svedesi nel Medioevo, pubblicando alcuni libri e ricevendo una laurea ad honorem in Filosofia all'università di Uppsala.
Arvid, terzo di quattro figli, a differenza dei fratelli che si laureano in Lettere si dedica alla medicina per la convinzione che le scienze possano essere più utili delle materie umanistiche.
All'età di 16 anni, nel giugno del 1939, due mesi e mezzo prima dello scoppio della seconda guerra mondiale, compie un giro da autostoppista per la Germania della durata di due settimane. In questo modo ha l'opportunità di conoscere persone di diverso status e condizioni sociali e le loro idee circa la catastrofe imminente che avrebbe sconvolto il mondo (seconda guerra mondiale). Il 22/10/2005 riceve la laurea Honoris Causa in Medicina e Chirurgia, presso l'Università degli Studi di Catania, sotto il rettorato di F. Latteri.

## Primi studi medici
Incomincia i suoi studi medici all'Università di Lund nel 1941, interrotti per alcuni anni dal servizio militare. Lund è una cittadina universitaria, piccola reminiscenza di Oxford. La qualità della ricerca e dell'insegnamento era buono come testimoniano la presenza di alcune figure importanti quali: Torsten Thunberg, Ernest Overton, Nils Alwall, e molti altri.
Durante i suoi primi anni di studi, la seconda guerra mondiale rende la Svezia quasi completamente isolata, ma nonostante ciò cinque studenti medici danesi, costretti a lasciare la Danimarca in quel periodo occupata dalla Germania, giungono a Lund per svolgere i loro studi anatomici. In questo modo Arvid conosce Ib Munkvad (racconta anche delle loro partite a scacchi) in seguito diventato uno dei più importanti psichiatri biologici della Danimarca. Un altro evento importante avvenuto durante la guerra, si verifica nell'ottobre del 1943 quando migliaia di Ebrei riescono a scappare su piccoli pescherecci dalla Danimarca evitando la deportazione nei campi di concentramento  tedeschi. Tra questi ebrei c'era un numero di importanti ricercatori che furono immediatamente iscritti alla scuola medica dove divennero importanti insegnanti e studiosi.

## Farmacologia
Nel 1944, diviene assistente-professore di Farmacologia all'Università di Lund, dopo aver superato con successo l'esame in quella disciplina. Il capo di questo reparto, e allo stesso tempo unico professore, era Gunnar Ahlgren, il quale commissiona ad Arvid e a Georg Theander un topic sulla durata dell'azione del pentilenetetrazolo (Cardiazol), un convulsiante in seguito frequentemente utilizzato come analettico per risvegliare persone cadute in overdose di ipnotici o sedativi e come precursore della terapia elettroconvulsiva. Scoprono così che l'aumento in pressione parziale di ossido di azoto, può essere usata per misurare l'azione del pentiletetrazolo. Grazie a questi studi hanno ricevuto un premio modesto, destinato ai giovani medici ricercatori dell'Università di Lund. Insieme ad un altro farmacologo, Folke Serin, Carlsson studia l'azione di un altro analettico, nikethamide e scoprono un ritmo circadiano nella sua azione letale. La pubblicazione di queste scoperte (Carlsonn e Serin 1950) sembra sia la prima ad aver descritto un ritmo circadiano nell'azione di un medicinale, secondo recenti articoli di cronobiologia.

### Metabolismo del calcio
Nel 1948 Gunnar Ahlgren convince Carlsson a provare una nuova area di ricerca insieme al suo collega Georg Theander: il metabolismo del calcio. In quel periodo, tracce radioattive dell'isotopo 45 del carbonio diventano commercialmente disponibili;  Arvid e Georg accettano di testare dei sali di calcio per alcuni esami clinici per una casa farmaceutica svedese e anche se questa ricerca non rivela nulla di interessante, decidono di utilizzare questa opportunità per studiare l'assorbimento del calcio e il suo metabolismo nello scheletro. Tra le altre cose, scoprono che la vitamina D in dosi fisiologiche può stimolare non solo l'assorbimento intestinale e l'accrescimento ma anche il riassorbimento del minerale osseo. Queste prime scoperte provocano l'interesse internazionale ed entrambi vengono invitati alla Gordon Conference nell'estate del 1955.

## Neuropsicofarmacologia: tirocinio al laboratorio di Bernard Brodie
Non avendo ricevuto nel 1952 la cattedra universitaria di Farmacologia a Lund, Arvid decide di lasciare la farmacologia e dedicarsi alla medicina interna. Comunque la ricerca di base era troppo interessante per essere abbandonata del tutto e chiede a Sune Bergström, professore di medicina chimica, se ci fosse possibilità di lavorare in un laboratorio americano, studiando farmacologia chimica. Nell'agosto 1955, dopo aver assistito alla Gordon Conference sul Metabolismo dei Minerali, comincia a lavorare nel laboratorio del dottor Bernard Brodie: il Laboraty of Chemical Pharmacology al National Heart Institute del National Institutes of Health in Bethesda, Maryland. Compie studi con Brodie e Parkhurst A. Shore sugli effetti della reserpina e sul deposito di serotonina nel sangue coltivato in vitro. Dopo un mese di risultati completamente negativi, il sistema “in vitro” comincia a lavorare meglio grazie all'arrivo di un nuovo lotto di reserpina. Così riesce a dimostrare la presenza di un netto e specifico blocco con bassissime concentrazioni di reserpina nel deposito di serotonina in coltivazione. Questa è la prima dimostrazione dell'azione diretta della reserpina sul deposito di serotonina. In un periodo davvero straordinario per la ricerca medica e la psicofarmacologia, Carlsson grazie a Brodie e Shore, viene a contatto coi metodi più moderni di farmacologia biochimica e della psicofarmacologia del tempo.

## Ritorno in Svezia: lavoro sulla Reserpina Dopa e Dopamina
Dopo aver passato 5 fruttuosi mesi nel laboratorio di Brodie, ritorna a Lund, essendo stato nominato professore associato di Farmacologia. Insieme a Nils-Ake Hillarp scopre che la reserpina causa l'esaurimento degli ormoni midollari surrenali (Carlsson e Hillarp, 1956) e poco dopo, insieme agli studenti Ake Bertler e Evald Rosengren, che un simile esaurimento prende posto anche in altri tessuti come il cervello. Queste scoperte offrono una possibile spiegazione all'ipotetica azione della reserpina come sembrano confermare alcuni esperimenti da lui effettuati. L'azione ipotensiva del medicinale, inoltre, è dovuta all'effetto sulle catecolamine che a sua volta si basa sull'esaurimento piuttosto che sul rilascio della serotonina.
Per comprendere meglio l'azione della reserpina, Carlsson e i suoi collaboratori somministrano 3,4-diidrossifenilalanina (DOPA) a conigli e ratti trattati con la reserpina e scoprono la principale azione stimolante di questo amminoacido oltre che la sua abilità di immagazzinare l'azione sedativa e acinesica della reserpina. Suggeriscono anche che l'esaurimento della catecolamina, piuttosto che della serotonina, è responsabile di alcuni importanti effetti comportamentali della reserpina. Ulteriori analisi rivelano che l'azione della dopa è strettamente correlata all'accumulo nel cervello di dopamina che è un suo componente fondamentale. I dati suggeriscono che la dopamina non è un precursore della noradrenalina, come si credeva comunemente a quel tempo, ma una variabile. Gli importanti studi sul Parkinson indotto dalla reserpina rivelano l'esaurimento di dopamina, implicata nel controllo delle funzioni motorie extrapiramidali, che può essere reintegrata dalla L-dopa.
Tuttavia queste scoperte non sono state inizialmente ed univocamente accettate; addirittura sono state considerate inutili e da dimenticare durante il Ciba Symposium che si è tenuto nell'estate del 1960.

## Trasmissione chimica nel cervello e Sinapsologia emergente
All'inizio degli anni '60, un gran numero di osservazioni vengono effettuate in Svezia da Carlsson e Hillarp e dai rispettivi collaboratori, basandosi sulla combinazione di istochimica, biochimica e studi funzionali; utilizzano anche un gran numero di nuovi strumenti farmacologici. Queste osservazioni contribuiscono a convincere la comunità scientifica del ruolo delle ammine biogene come neurotrasmettitori e della trasmissione chimica come un importante principio fisiologico del cervello. Il gruppo di Carlsson giunge ad un nuovo modello di sinapsi; sono convinti infatti che i granuli sono essenziali nella trasmissione nervosa, e che i trasmettitori devono essere ricatturati affinché diventino disponibili per il rilascio dell'impulso nervoso. Ulteriori studi portano alla scoperta del modo di agire dei principali agenti antisettici come il clorpromazina e l'aloperiodolo, che hanno un profilo clinico e farmacologico simile alla reserpina, anche se differiscono per l'assenza delle proprietà di riduzione delle monoamine; i principali farmaci antipsicotici, invece di ridurre la disponibilità di monoamine, bloccano i recettori coinvolti nella trasmissione della dopamina e della noradrenalina. Arvid effettuò anche studi sul Reward System e sulla tossicodipendenza. Che la dopamina gioca un ruolo cruciale in questi due aspetti è ora comunemente riconosciuto ma all'epoca non era così semplice e il gruppo di ricerca di Carlsson si interessa di questo problema a metà degli anni '60; scoprono che l'anfetamina rilascia dopamina e che la sua azione stimolante può essere bloccata da un inibitore della sintesi di catecolamine, l'α-metiltirosina. Continuando su questa linea si giunge all'idea che la dopamina è anche coinvolta nei psicostimolanti e l'abuso di molte altre droghe più pesanti, come gli oppiacei e l'etanolo, provoca dipendenza.

## La scoperta dei recettori dopaminergici e il loro ruolo potenziale
Dopo aver sviluppato un metodo per misurare il fattore limitante nella sintesi di catecolamine in vivo, Arvid scopre che la sintesi di dopamina può essere inibita da un recettore agonista della dopamina e stimolato da uno antagonista. Così giunge alla conclusione che i recettori coinvolti sono presinaptici e per evitare confusione sulla loro natura, decide di chiamarli autorecettori. Scopre anche che basse dosi di recettori dopaminergici agonisti possono avere un'azione preferenziale sugli autorecettori e provocare così una paradossale inibizione comportamentale. Quattro anni più tardi, la collaborazione con chimici organici ha portato alla scoperta del 3-PPP e delle diverse funzioni dovute al carattere positivo o negativo di questo agente. Nel 1986, riceve una lettera da Carol Tamminga del Maryland Psychiatric Research Center, nella quale si chiede di testare (-)3-PPP su pazienti con schizofrenia. I risultati accertano che una settimana di trattamento con (-)3-PPP causa una significativa risposta psicotica, ma l'effetto terapeutico non dura più di 2 o 3 settimane. Infatti il (-)3-PPP è anticatalettico sui ratti ed è stata dimostrata una sua leggera azione anti-Parkinson negli studi clinici.

## Collaborazione con le industrie farmaceutiche
Arvid Carlsson è stato coinvolto in progetti di ricerca insieme a 5 diverse Industrie Farmaceutiche dal 1960 in poi. Di particolare importanza nella fase iniziale è stata la collaborazione con Hässle, un consociato della Astra Company. L'Astra Group nel suo complesso crebbe tantissimo al punto che i beta-bloccanti come il metroprolol antagonista beta-1, erano quasi tutti commercializzati da essa.
Da un punto di vista scientifico, il più importante risultato della collaborazione con Hässle e Astra, è stato lo sviluppo del primo SSRI, zimelidine. Carlsoon sviluppa così il primo autorecettore della dopamina sia agonista che antagonista, così come il primo recettore selettivo agonista 8-idrossi-DPAT. Nel 1987, inizia una fruttuosa collaborazione con la Upjohn Company, collaborazione che dura sette anni. È durante questo periodo che riesce anche a sviluppare il concetto di meccanismo di filtro talamico e di interazione tra i neurotrasmettitori nei circuiti neuronali. Al termine della collaborazione con Upjohn nel 1994, Carlsson riesce a mantenere intatti i suoi due gruppi di ricerca, quello farmacologico e quello chimico, grazie alla collaborazione con altre tre case farmaceutiche. Tra queste ultime quella con Hoechst Marion Roussell (un tempo Marion Merrell Dow) è in corso da più tempo.

## Riconoscimenti[24]
| Anno | Premi e Congressi |
| ---- | --- |
| 1947 | Magnus Blix' Prize, Univ. of Lund, Sweden. |
| 1970 | "First Annual James Parkinson Lecture and Award", Parkinson's Disease Foundation, New York.                                                                   |
| 1970 | "Pehr Dubb's Gold Medal, for research in neurochemistry, The Medical Society of Gothenburg.                                                                   |
| 1973 | "Second Annual Grass Foundation Lecture", Society for Neuroscience in San Diego, California.                                                                  |
| 1974 | "Anders Jahre's Medical Prize" University of Oslo, Norway. |
| 1975 | "Stanley R. Dean Lecture and Award, American College of Psychiatrists, Phoenix, Arizona.                                                                      |
| 1975 | "Anna-Monika Stiftung, 1st Prize", Munich, for research on antidepressants and neuroleptics.                                                                  |
| 1978 | His Majesty, The King's of Sweden Medal. |
| 1979 | "Wolf Prize in Medicine", Jerusalem, Israel (together with R.W. Sperry and O. Hornykiewicz).                                                                  |
| 1981 | "Björkénska Priset", Univ. of Uppsala, Sweden. |
| 1981 | "The Thomas William Salmon Lectures and Medal", New York. |
| 1982 | "Gairdner Foundation Award", Toronto, Canada. |
| 1985 | "Hilda and Alfred Eriksson's Prize", The Royal Swedish Academy of Science.                                                                                    |
| 1985 | "Senator Dr. Franz Burda Stiftung", Vienna, Austria, for Research on Parkinson's Disease.                                                                     |
| 1986 | The Medal of Helsinki University, Finland. |
| 1988 | "Annual Neurobiology Lectureship Award, Univ. of Lund, Sweden. The "Jubileumspris" of the Swedish Medical Association.                                        |
| 1989 | "Distinguished Lecture Series", Irvine Neuroscience Association, Irvine, California.                                                                          |
| 1989 | "The Second Annual Bristol-Myers Award for Distinguished Achievement in Neuroscience Research", New York (together with J. Axelrod and P. Greengard).         |
| 1989 | "Varro E. Tyler Distinguished Lectureship", Purdue University, West Lafayette, Indiana.                                                                       |
| 1990 | "The Paul Hoch Prize", American Psychopathological Association, New York.                                                                                     |
| 1990 | "The Fred Springer Award", American Parkinson Disease Association, Miami, Florida.                                                                            |
| 1991 | "William K. Warren Schizophrenia Research Award, Tucson, Arizona.                                                                                             |
| 1992 | The "Open Mind Award in Psychiatry", Janssen Research Foundation, Paris, France, together with H. Hippius and H. van Praag.                                   |
| 1992 | The "Julius Axelrod Medal", The Catecholamine Club, Anaheim, California.                                                                                      |
| 1993 | Lilly Lecture, Indianapolis, Indiana. |
| 1994 | Albert Barrett Memorial Lecture, Univ. of Michigan. |
| 1994 | The Japan Prize, in Psychology and Psychiatry, The Science and Technology Foundation of Japan.                                                                |
| 1994 | The "Lieber Prize" for research in schizophrenia, given by the Scientific Council of The National Alliance for Research in Schizophrenia and Depression, USA. |
| 1995 | The Research Prize of the Lundbeck Foundation, Roskilde, Denmark. The Robert J and Claire Pasarow Foundation Award for Neuropsychiatric Research. L.A., USA.  |
| 1995 | Synthelabo Lecture, VIII ECNP Congress, Venice. |
| 1996 | Plaque for "Lifetime Achievement". American Society of Biological Psychiatry.                                                                                 |
| 1996 | Gold Medal and Honorary Diploma, The Swedish Parkinson Association.                                                                                           |
| 1997 | Kraepelin-Medaille in Gold. Max-Planck-Institut får Psychiatrie, München, Germany.                                                                            |
| 1998 | Gold Medal, Soc. of Biol. Psychiatry, Toronto, Canada. |
| 1999 | Gold Medal, Distinguished Lecture and Award, Univ. of Bari, Italy.                                                                                            |
| 1999 | Premio Internazionale Feltrinelli, Accademia dei Lincei, Roma.                                                                                                |
| 2000 | Nobel Prize in Medicine or Physiology. |

| Anno | Lauree onorarie                                             |
| ---- | ----------------------------------------------------------- |
| 1976 | M.D. Honoris Causa, Univ. of Cagliari, Italy.               |
| 1977 | Doctor of Pharmacy Honoris Causa, Univ. of Uppsala, Sweden. |
| 1990 | Ph.D. Honoris Causa, Univ. of Helsinki, Finland.            |
| 1991 | Dr. rer. physiol. honoris causa, Univ. of Marburg, Germany  |

| Anno | Membership                                                                                  |
| ---- | ------------------------------------------------------------------------------------------- |
| 1962 | Member of the Collegium Internationale Neuro-Psychopharmacologicum (President 1978-1980).   |
| 1968 | Member of the Royal Society for Science and Arts in Gothenburg.                             |
| 1972 | Foreign Member of the Japanese Pharmacological Society.                                     |
| 1974 | Foreign Member of the American College of Neuropsychopharmacology.                          |
| 1974 | Corresponding Member of the German Pharmacological Society                                  |
| 1975 | Member of the Royal Swedish Academy of Sciences.                                            |
| 1983 | Honorary Fellow of The Medical Society of Gothenburg                                        |
| 1898 | Member of the Academia Europaea.                                                            |
| 1991 | Honorary Fellow of the World Federation of Societies of Biological Psychiatry.              |
| 1992 | Honorary Fellow of the Collegium Internationale Neuro-Psychopharmacologicum.                |
| 1992 | Honorary Fellow of Academia Medicinae & Psychiatriae.                                       |
| 1996 | Foreign Associate Member of The Institute of Medicine, National Academy of Sciences, U.S.A. |
| 1997 | Honorary Fellow of the Swedish Society of Biological Psychiatry.                            |
| 1998 | Honorary Member of the German Society of Biological Psychiatry.                             |
| 1999 | Honorary Member of the Scandinavian Society for Psychopharmacology.                         |
| 2000 | Honorary Member of "Parkinsonföreningen i Västra Sverige".                                  |

## Opere Principali
- Arvid Carlsson, Metabolism of Radiocalcium in Relation to Calcium Intake in Young Rats,Berlingska boktr., 1951, pp 74
- Arvid Carlsson with Bengt Falck and Nils-Aake Hillarp, Cellular Localization of Brain Monoamines, Berlingska Boktryckeriet, 1962, pp 28
- Arvid Carlsson with Nils-Ake Hillarp and Bertil Waldeck, Analysis of the Mgtt-ATP Dependent Storage Mechanism in the Amine Granules of the Adrenal Medulla(1963), pp 38
- Arvid Carlsson Kurt, Jellinger e Peter Riederer , Current Topics in Extrapyramidal Disorders, Springer-Verlag, 1980, pp 241
- Arvid Carlsson with Lena Carlsson, Messengers of the Brain, Utbildningshuset/Studentlitteratur, 2002, pp 199
- Arvid Carlsson and Yves Lecrubier , Progress in Dopamine Research Schizophrenia: A Guide for Physicians, Taylor & Francis Group, 2004, pp 128